# Морське буріння

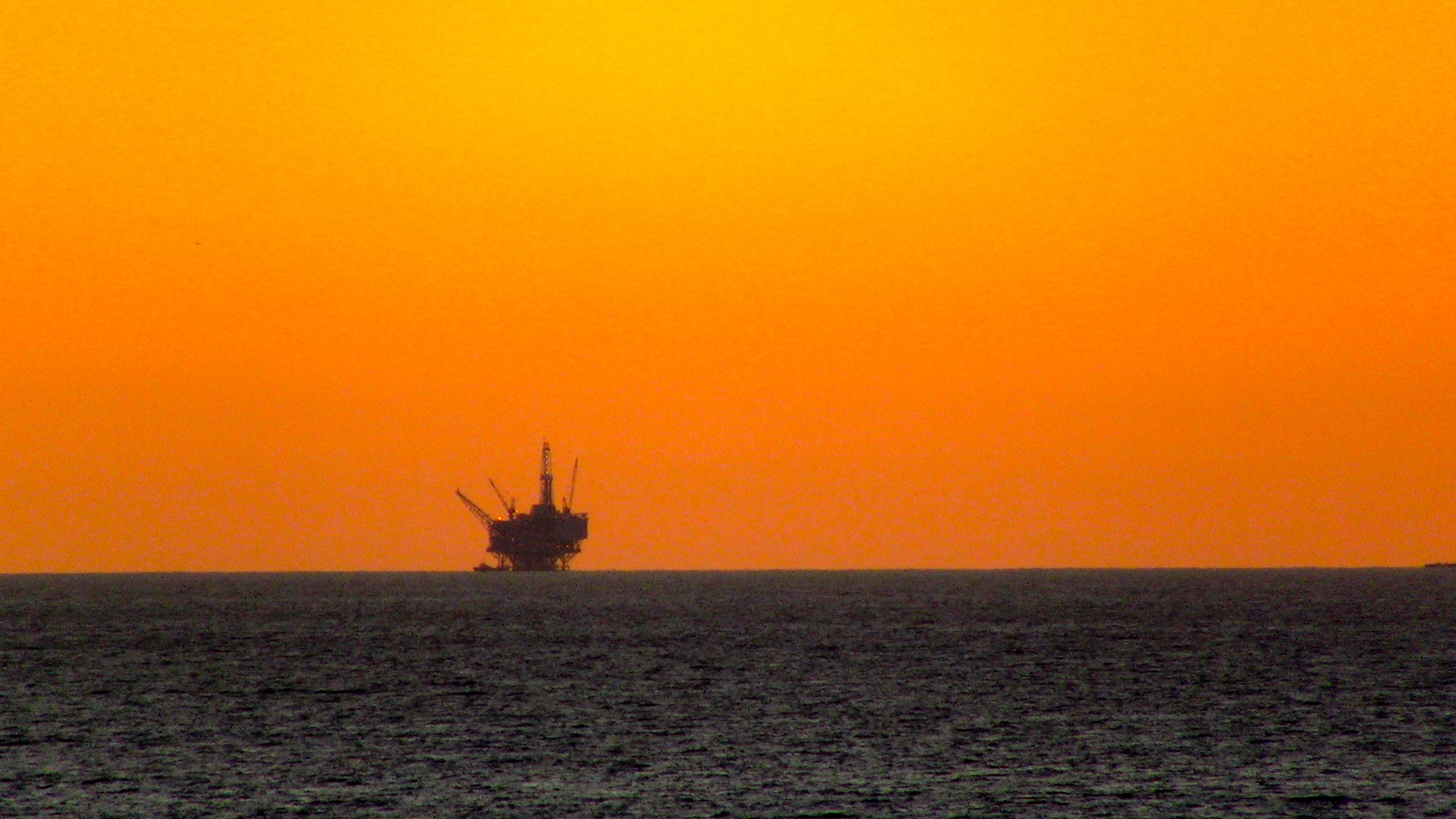
Морське буріння на нафту. Санта-Барбара, Каліфорнія, 2011

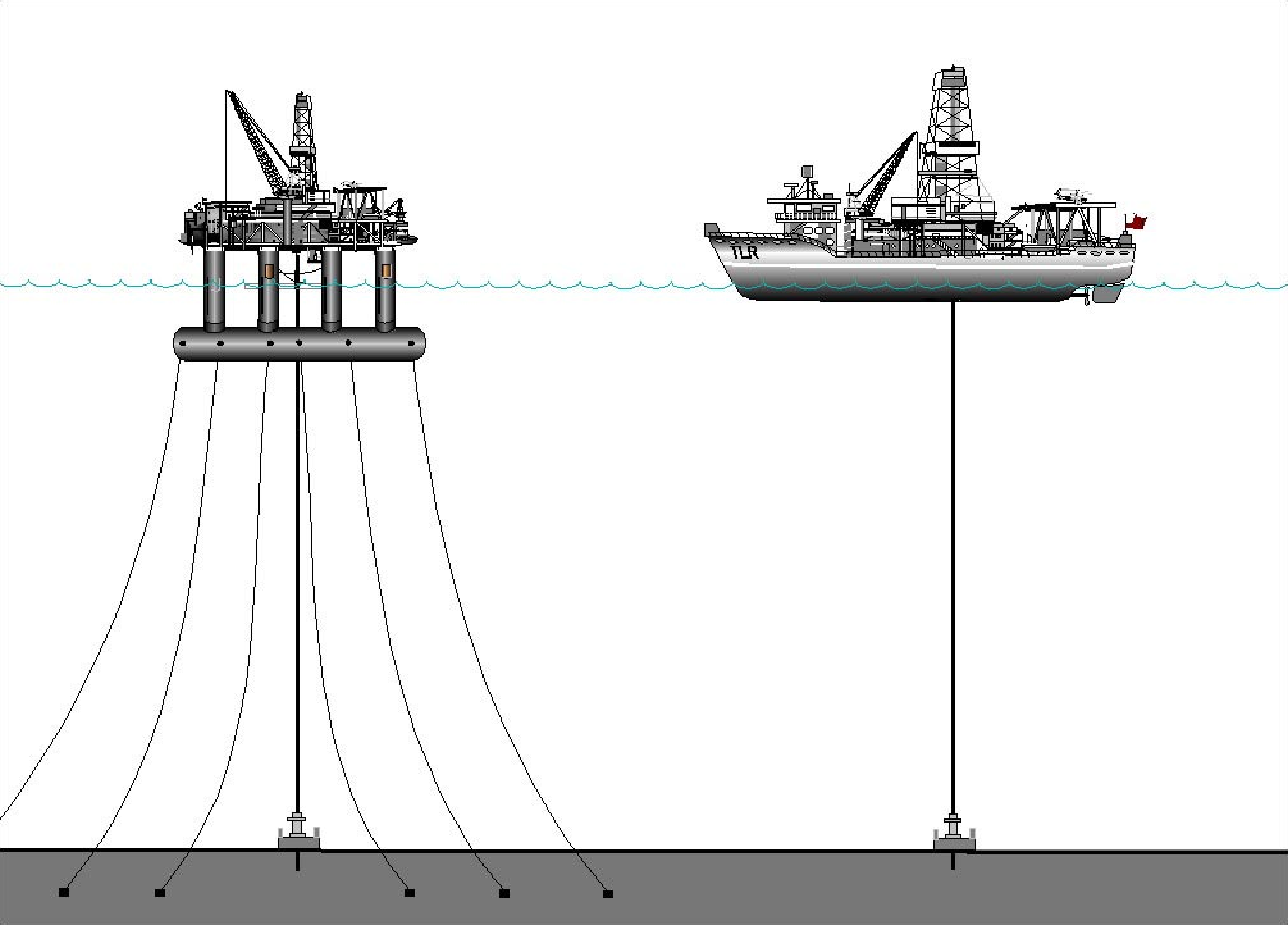
Морське буріння.

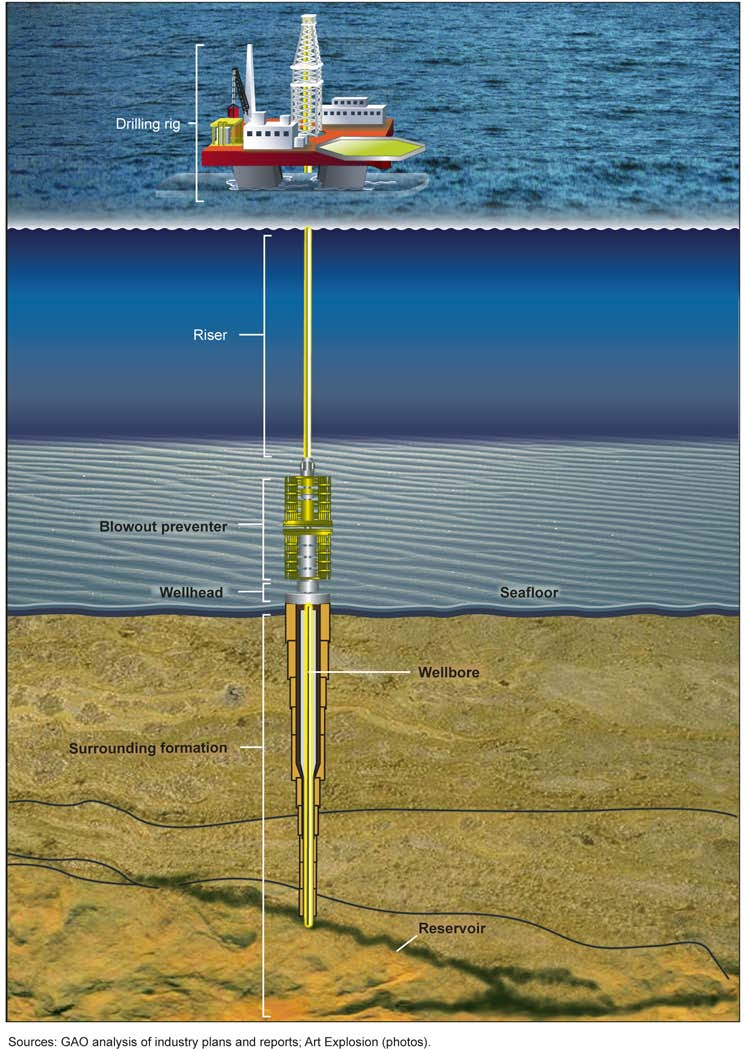
Обладнання, яке застосовується при морському бурінні.

Буріння морське (рос. бурение морское, англ. off-shore drilling; нім. Meeresbohren, Offshorebohren) — різновид бурових робіт, що виконуються на акваторіях Світового океану і внутрішніх морів з метою пошуку, розвідки і розробок нафти, газу та інших корисних копалин, а також інженерно-геологічних досліджень.

## З історії
• Морське буріння на нафту і газ існує у світі близько 100 років. Перші згадки відносяться до 1888 року, коли в Японії були зроблені вдалі починання в цій справі. Буріння з поверхні води в США виникло спочатку на озерах і затоках штату Луїзіана, де перші бурові установки були змонтовані на воді або на болоті на платформах, підтримуваних дерев'яними палями.
• Близько 1891 р. перші нафтові свердловини були пробурені з платформ, побудованих на штабелях у прісних водах Великого озера Сен-Марис (Grand Lake St. Marys State Park), Огайо. Свердловини пробурені невеликими місцевими компаніями Bryson, Riley Oil, German-American та Banker's Oil.
• Близько 1896 р. перші підводні нафтові свердловини були пробурені на каналі Санта-Барбара у Каліфорнії. Свердловини були пробурені з пірсів, що виходять в канал.
• Інші ранні підводні буріння виконані на канадській стороні озера Ері у 1900-х та на озері Каддо у штаті Луїзіана в 1910-х роках. Незабаром після цього свердловини були пробурені в прибережній зоні штатів Техас і Луїзіана. Один з таких прикладів — нафтове поле Гус-Крік поблизу міста Бейтаун, Техас. У 1920-х роках бурові роботи відбувалися з платформ на озері Маракайбо у Венесуелі.
• Одна з найстаріших підводних свердловин була пробурена на родовищі Бібі-Ейбат, що на Апшеронському півострові у Азербайджані. Тут роботи з підводного буріння велися у 1923 році. Свердловина розташована на штучному острові в мілководді Каспійського моря.
• На початку 1930-х років компанія Техас Ко, пізніше Тексако (нині Chevron) розробила перші мобільні сталеві баржі для буріння в солоних прибережних районах Мексиканської затоки.
• У 1937 році Pure Oil (зараз Chevron та її партнер Superior Oil (зараз ExxonMobil) на шельфі в окрузі Калкасьє, штат Луїзіана, США для розробки нафтоносної підводної ділянки використовували постійну платформу.
• У 1938 році американська компанія Humble Oil побудувала в морі дерев'яну естакаду протяжністю в милю із залізничними коліями, що закінчувалася вишкою на пляжі МакФадден в Мексиканській затоці, проте в серпні 1938 року ураган серйозно пошкодив пірс і бурову платформу. Компанія відмовилася від дорогої операції, не отримуючи комерційної нафти.
• У 1945 році занепокоєння американським контролем над запасами нафти на шельфі призвело до того, що Президент Гаррі Трумен в односторонньому порядку видав Указ згідно якого простягання американської території продовжене від берега до краю континентального шельфу.
• У 1946 році Magnolia Petroleum (зараз ExxonMobil) в Окрузі Сент-Мері (Луїзіана) обладнує у 18 милях (29 км) від берега платформу на глибині 18 футів (5.5 м).
• На початку 1947 року Superior Oil збудував бурову та видобувну платформу на шельфі глибиною 20 футів (6.1 м) у 18 милях (29 км) від Вермільйон, Луїзіана.
• На глибинах порядку 30 м почали будувати стаціонарні платформи. При більших глибинах, внаслідок особливих вимог до бурового обладнання, почали з'являтися спеціалізовані офшорні підрядники — попередники ENSCO International.
• Перша спеціально побудована бурова напівзанурена бурова платформа Ocean Driller була запущена в 1963 р. Концепція опорної, стабільної плавучої глибоководної платформи була розроблена та перевірена ще в 1920-х роках Едуардом Робертом Армстронгом з метою експлуатації літальних апаратів — винахід відомий як 'seadrome'.
• Першим офшорним буровим судном став «CUSS 1» (1962 р.), розроблений для проекту Mohole, щоб пробурити земну кору.
• За станом на червень 2010 р. на сервісному обслуговуванні було доступно понад 620 мобільних офшорних бурових установок.
• Один з найглибших проектів світу з морського буріння в даний час здійснюється з бурової платформи Пердідо в Мексиканській затоці — 2438 метрів. Він управляється Royal Dutch Shell і коштує $ 3 млрд. Найглибша операційна платформа — це Petcobras America Cascade FPSO на полі Волкар-Рідж 249 у 2600 метрах води.

## Сьогодення
Морське буріння ведеться майже в 70 країнах і охоплює шельфи усіх континентів. До 2000 р. відкрито понад 3000 морських нафтових і газових родовищ. Морське буріння розвинене в Мексиканській затоці, біля берегів Західної Африки, в Бразилії, в Норвегії. Активне морське буріння в Мексиці здійснюється уздовж Тихоокеанського узбережжя в районі Бапа-дель — Біскаіно, на західному березі і в акваторії Каліфорнійського затоки, а також в Мексиканській затоці і на узбережжі штату Веракрус.

### Класифікація способів
За глибиною свердловини поділяють на:
- морське неглибоке буріння (до 500 м нижче за рівень дна моря) — для пошуку твердих корисних копалин, інженерно-геологічних і структурно-картувальних досліджень, наукових досліджень;
- морське глибоководне буріння — переважно для пошуку і освоєння нафтогазових ресурсів Світового океану.

Морське буріння здійснюється зі стаціонарних гідротехнічних споруд і плавучих бурових установок.
Глибоке морське буріння здійснюється в основному на нафту і газ, рідше на кам'яне вугілля і кам'яну сіль.
За станом на 2010 р. працювало понад 620 мобільних офшорних бурових установок.

## Морські бурові установки
Бурові установки на морських платформах. Установки подібного типу монтуються на видобувних платформах і використовуються для буріння і проведення спеціальних робіт у видобувних свердловинах. Загальна кількість свердловин, яка може бути пробурена з однієї платформи, залежить від їх продуктивності, фільтраційно-ємнісних властивостей пласта і розмірів покладу і, як правило, не перевищує 40-50 свердловин. У більшості випадків бурова вишка знаходиться постійно на платформі, хоча може бути і демонтована та замінена спеціальним обладнанням для проведення робіт у свердловинах після того як пробурені всі свердловини.
Бурові баржі. Бурова баржа — вид морської бурової установки, бурового судна. Використовується на першому етапі розробки родовища, для буріння свердловин в основному на мілководних і захищених ділянках, або в болотистих районах. Область їх застосування — внутрішньоконтинентальні родовища: гирла річок, озера, болота, канали на невеликій глибині (як правило від 2 до 5 метрів). Бурові баржі являють собою судна, дно яких використовується в якості основи для бурової вишки.
Бурові баржі, як правило, несамохідні, і тому не в змозі прово-дити роботи у відкритому морі. Вони буксируються до місця призначення і занурюються на дно з допомогою баласту до проведення бурових робіт.
Самопідіймальні бурові установки (СПБУ). Самопідіймальні плавні бурові установки відрізняються достатнім запасом плавучості, що дозволяє їх транспортування разом з буровим обладнанням, інструментом і необхідним запасом витратних матеріалів.
Цей тип морських бурових установок за способом переміщення, видами робіт, формою корпусу і конструкцією робочої платформи нагадує бурову баржу, а іноді є модернізованою бурової баржею . На дно СПБУ встановлюють за допомогою спеціальних механізмів і опор. Корпус під¬німають вище рівня води так, щоб виключити вплив хвиль. До конструкції включені три, чотири або п'ять опор з черевиками, що опускаються і задавлюються в морське дно на час проведення бурових робіт. Також може проводиться заякорювання бурової установки, але стояння на опорах є більш безпечним режимом експлуатації, так як в цьому випадку корпус не торкається поверхні води.
Глибина води на якій може працювати самопідіймальна бурова платформа обмежена, як правило довжиною опор і не перевищує 150 метрів (переважно 20 — 120 м).
Способи монтажу превенторних пристроїв і з'єднання гирла свердловини з платформою аналогічні морським стаціонарним плат-формам. Обсадні колони, підвішені під столом ротора, забезпечують більш надійну експлуатацію. Після того, як буріння та освоєння розвідувальної свердловини завершено, встановлюють ліквідаційні мости і обрізають всі обсадні колони нижче рівня дна моря.
Самопідіймальну бурову установку спочатку буксирують до місця буріння в плавучому стані, після чого ноги платформи опускають і затискають в морське дно, забезпечуючи стабільне положення платформи при бурінні. Самопідіймальні установки можуть використовуватись і в якості допоміжних суден, які розміщуються поряд з основною стаціонарною платформою. В цьому випадку бурова вежа насувається на основну платформу і буріння проводять через отвір в стаціонарній платформі.
СПБУ для невеликих глибин будувалися в кінці 70-х — початку 80-х років ХХ ст. і протягом останніх 35 — 40 років не створювалися у зв'язку зі зміщенням районів потенційного морського нафтовидобутку і, відповідно, пошуково-розвідувального буріння, в глибоководні райони. Так як СПБУ для невеликих глибин виконували роботи в прибережних районах на невеликій відстані від берегових баз постачання, то вони мають відносно малі запаси та змінне навантаження. Щоб не здорожувати транспортну систему постачання установок, на СПБУ споруджених в останні роки, величина змінного навантаження та кількість запасів, що визначають автономність уста-новки, приймалися в 2,5 — 3,5 раза більшими, порівняно з СПБУ для невеликих глибин.
СПБУ використовують для буріння головним чином при гли-бині моря 30-106 м. Вони є водотоннажним три- або чотириопорним понтоном з виробничим устаткуванням, піднятим над поверхнею моря з допомогою піднімально-стопорних механізмів на висоту 9-15 м. При буксируванні понтон із піднятими опорами знаходиться на плаву; в точці буріння опори опускаються. В сучасних самопідіймальних плавучих бурових платформах швидкість піднімання (опускання) понтону становить 0,005-0,08 м/с, опор — 0,007-0,01 м/с; сумарна вантажопідйомність механізмів до 10 тис. т. За способом піднімання розрізняють підіймачі крокуючої дії (в основному пневматичні і гідравлічні), неперервної дії (електромеханічні). Конструкція опор забезпечує можливість встановлення бурових платформ на ґрунт з тривкістю не менш 1400 кПа при максимальному заглибленні їх у ґрунт до 15 м. Опори мають квадратну, призматичну або сферичну форму, по всій довжині обладнуються зубчастою рейкою і закінчуються башмаком.
Занурена бурова установка. Не дуже поширений тип бурових установок, особливість конструкції яких полягає в здатності занурю-ватися у воду. Занурена бурова установка може використовуватися на невеликих глибинах. Вона являє собою платформу з двома, розміщеними один над одним, корпусами. У верхньому корпусі розташовуються житлові приміщення для екіпажу, як і на звичайній буровій платформі. Нижня частина заповнюється повітрям, чим забезпечується плавучість при переміщенні, а після приходу на місце призначення, повітря з нижнього корпусу випускається, і бурова платформа занурюється на дно.
Перевагою занурених установок є висока мобільність, але при цьому глибина виконання бурових робіт невелика і не перевищує 25 метрів.
Гравітаційна морська бурова платформа (Gravity-based structure. GBS-англ.) — морська стаціонарна платформа, яка утримується на дні за рахунок власної ваги і зв'язків нижній частині платформи з ґрунтом. Також зустрічається назва: «гравітаційна морська платформа». Застосовується в районах, в яких є або передбачаються потужні силові дії, які прагнуть зрушити або перекинути платформу (сейсмічна активність, потужна течія, вітер, зрушення льоду). Вперше конструкції такого роду встановлені в середині 1970-х років в районі Північного моря.
Напівзанурені бурові установки (НЗБУ) — найбільш поширений тип морських бурових установок, що поєднує в собі переваги заглиблених конструкцій і здатність проводити бурові роботи на великих глибинах.
Бурові судна (БС) — найбільш мобільні бурові установки, що дозволяє проводити буріння в найбільш глибоководних місцях. БС проектуються спеціально для здійснення буріння свердловин на великій глибині, хоч і мають не таку стійкість як напівзаглиблені морські бурові установки. У склад обладнання входить повний набір, необхідний для великого океанського судна. БС має у своєму складі все необхідне бурове і допоміжне обладнання та необхідний запас витратних матеріалів. За допомогою GPS пристроїв реалізується активне управління бурових судном. Це дозволяє проводити бурові операції безпосередньо з корабля, але лише в тих межах, де його переміщення не заважають процесу буріння. На нижньому корпусі судна розташовуються електричні двигуни, які забезпечують рух корабля в будь-якому напрямку.
Таким чином, різні бурові установки виникли внаслідок різноманітних умов та використання різних технологій на різних глибинах акваторій. Так, наприклад, плавучі установки напівзаглиблювального типу використовуються для буріння на глибинах до 300 м, у той час як самопіднімальні бурові установки — лише до 120 м. При глибинах до 1500 метрів використовують бурові судна, що відрізняються більшою маневреністю і швидкістю переміщення, а головне, більшою автономністю. Запас необхідних витратних матеріалів дозволяє проводити буріння свердловин без довантаження. А висока швидкість забезпечує можливість швидкого перебазування.

## Бурове обладнання
Бурові установки призначені для буріння нафтових і газових свердловин в акваторіях морів, як і при бурінні на суші, складаються з шести основних функціональних компонентів:
– джерела енергії;
– бурильної колони;
– системи спуску-піднімання бурового інструменту;
– системи обертання долота;
– системи циркуляції бурової промивальної рідини;
– системи контролю тиску в свердловині.
Джерело енергії. Морські бурові установки забезпечують себе електроенергією автономно. Генератори, що виробляють електроенергію, працюють на дизельному паливі і обладнанні випрямлячами для перетворення змінного струму в постійний. Для більшості двигунів великої потужності перевага віддається постійному струму через більш просту систему регулювання швидкості. У зв'язку з наявністю надійних методів електронного контролю змінного струму сучасні бурові установки переводять на використання змінного струму для всіх типів двигунів. Потреба в енергії залежить від розмірів установки і типу обладнання. Сучасна велика напівзанурена бурова установка має потужність 6 — 8 МВт.
Бурильна колона на морських бурових установках має таку ж будову як і при бурінні свердловин на суші.
Система спуску-піднімання інструменту на морських бурових установках аналогічна буровим установкам для буріння свердловин на суші.
Нещодавно з'явилась нова конструкція піднімального обладнання для бурових вишок, яка основана на використанні гідравлічних циліндрів для піднімання і спуску в свердловину бурильної колони чи обсадних або насосно-компресорних труб. При цьому відпадає необхідність в потужній вишці, оскільки вантаж піднімається і опускається за допомогою гідравлічних циліндрів. Використання гідравлічної системи дозволить значно знизити загальну вагу бурового обладнання, а також підвищити безпеку процесу буріння та зменшити кількість рухомих елементів. Така конструкція є значним внеском в удосконаленні існуючих бурильних інструментів і обладнання.
Система обертання долота на морських бурових установках така ж сама що й на бурових установках, які бурять на суші.
Система циркуляції. До циркуляційної системи крім промивальної рідини входять відстійники, гідравлічні насоси та обладнання для приготування, розмішування і обробки бурового розчину. Якщо є необхідність, то відстійники можна використовувати для зберігання різних видів розчинів. Відстійник діє як буфер об'єму промивальної рідини і дає можливість змішувати і додавати хімічні реагенти в промивальну рідину під час роботи.
Гідравлічні насоси розраховані на робочий тиск біля 35 МПа і можуть закачувати біля 200 л / хв. кожний, залежно від тиску, при якому промивальну рідину закачують. На буровій установці встановлені 2 — 3 таких насоси. Насоси забирають розчин з відстійників, закачують його у свердловину через бурильну колону, а далі в затрубний простір свердловини і через системи контролю назад у відстійники.
Для промивальної рідини використовують резервуари великої ємності. Для хімреагентів використовуються мішки і бочки. Уламки вибуреної породи, які утворюються при руйнуванні породи долотом, відділяються з промивальної рідини, коли вона повертається із свердловини і проходить через систему контролю і очищення від бурового шламу (система регенерації булового розчину). Система контролю й очищення складається із вібросит, центрифуг і дегазатора для відділення з розчину дрібних твердих частинок і розчиненого газу. Промивальна рідина повертається в цистерни-відстійники звідки її знову закачують у свердловину.
Ще одним компонентом системи циркуляції є установка для це-ментування свердловин, яка являє собою змішувач високого тиску і насос, який використовується для закачування цементного розчину в простір між обсадними колонами і стовбуром свердловини. Ці насоси можуть використовуватись для підтримки системи циркуляції і для опресовки обладнання.
Система контролю тиску в свердловині являє собою вторинний бар'єр, який попереджує вихід вуглеводнів на поверхню при бу-рінні. Первинним бар'єром служить гідростатичний тиск, створюваний буровою промивальною рідиною.
Система контролю тиску в свердловині використовується для забезпечення безпеки робіт.
Ця система складається з трьох основних компонентів:
– превенторів;
– штуцерної лінії і лінії глушіння свердловини;
– контрольної системи.
Превентори монтуються на гирлі свердловини безпосередньо під буровою площадкою при використанні для проведення бурових робіт морської платформи, або на морському дні при використанні напівзанурених установок і бурових суден. До їх складу входить пружний ущільнювальний елемент і плашки, які перекривають гирло свердловини в разі небезпеки викиду пластового флюїду. Превентори приводять в дію гідравлічним способом за допомогою емульсійної
рідини.
У блоці превенторів є бічні виходи, які дозволяють проводити циркуляцію промивальної рідини в свердловині і забезпечити контроль за свердловиною. При боротьбі з припливом в свердловину пластового флюїду у процесі буріння свердловини, промивальну рідину закачують спочатку через бурильну колону вниз у свердловину, а потім вона піднімається затрубним простором вверх і на кінець проходить клапан-глушник. Контроль отвору глушника дозволяє проводити циркуляцію з любою подачею, зберігаючи при цьому загальний контроль за роботою свердловини.
Система контролю превенторів складається із цистерн-сховищ з робочою рідиною високого тиску, приладів з дистанційним управлінням і контрольними клапанами для направлення робочої рідини на виконання необхідної функції в превенторі.
Якщо система контролю тиску в свердловині при бурінні не спрацює, то може статися викид із свердловини.

## Типи свердловин на морських родовищах
Див. також Свердловина
Свердловини, пробурені на шельфі, можна розділити на: свердловини з підводним закінчуванням і свердловини з розміщенням гирла на платформі.
Свердловини з розміщенням гирла на платформі облаштовуються противикидним обладнанням, клапанами і трубами, які розміщені на самій платформі, що дозволяє легко проводити ремонт і експлуатувати свердловини.
Експлуатаційні свердловини з підводним закінчуванням облаштовуються противикидним обладнанням, клапанами і трубами, які розміщені на морському дні. Вони потім прикріплюються до основної платформи. У віддалених від основної платформи свердловинах регулятори клапанів і трубопроводи прикріплюються до уже існуючої інфраструктури. Підводні свердловини економічно ефективні в тих випадках, коли невеликі поклади вуглеводнів розміщені неподалік від уже існуючої інфраструктури, але до яких важко добратися з основної платформи, або якщо всі отвори з основної платформи уже задіяні для інших свердловин. На деяких родовищах використовують лише підводні свердловини, які під'єднанні до плаваючої установки з видобутку і зберігання при допомозі трубопроводу (стояка) високого тиску. Ремонт на підводних свердловинах вимагає використання плавучої бурової установки. Це означає призупинення свердловини і очікування прибуття установки для виконання ремонтних робіт, що веде до значних втрат у видобутку. Ремонт свердловини є дуже вартісним, оскільки плавуча бурова установка і її технічне обслуговування обходиться дорого.

## Охорона надр при роботах в акваторії
Особливу небезпеку з точки зору забруднення навколишнього середовища при морському бурінні являють викиди і відкрите фонтанування. Тому профілактиці цього явища повинна приділятися найпильніша увага. В процесі буріння утворюються стічні води, що містять шлам, нафту і нафтопродукти, механічні домішки, а також різноманітні хімічні реагенти, потрапляння яких в море неприпустимо. Серйозні труднощі виникають у зв'язку з необхідністю ліквідації бурового шламу. Одна з важливих і складних проблем охорони акваторій — своєчасне виявлення розливів і витоків нафти.